# Mohammadabad (Farrukhabad)
Mohammadabad è una suddivisione dell'India, classificata come nagar panchayat, di 20.504 abitanti, situata nel distretto di Farrukhabad, nello stato federato dell'Uttar Pradesh.